# パロマ・マミ
パロマ・ロシオ・カスティージョ・アストルガ（西: Paloma Rocío Castillo Astorga、1999年11月11日 - ）は、パロマ・マミ（西: Paloma Mami）の芸名で知られるアメリカ合衆国・ニューヨーク出身のチリ系アメリカ人女性歌手である。

## 来歴
- 1999年11月11日 - チリ人の両親のもと、ニューヨーク・マンハッタンで生まれる[1]。16歳の時、チリに移住[2]。
- 2018年7月 - TVNで放送されたバラエティ番組『Rojo, el color del talento』に出場者として本名の「パロマ・カスティージョ」でテレビ初登場を果したが、2週間で番組を降板した[3]。同月、「パロマ・マミ」名義でデビュー・シングル「Not Steady」を自主制作でリリース[4]。
- 2018年8月 - サンティアゴにて開催されアメリカのラッパー・アルカンヘルのコンサートのオープニングアクトに決定され、初のライブ出演を果たす[5]。
- 2018年9月 - ソニー・ミュージックが所有するレコードレーベル、ソニー・ミュージック・ラテンと契約[6]。
- 2018年12月21日 - ソニー・ミュージック移籍後初、通算2枚目のシングル「No te enamores」をリリース。
- 2019年3月30日 - チリ・ロラパルーザ2019に出演[7]。
- 2020年10月16日 - メジャー・レイザーの4枚目のスタジオアルバム『ミュージック・イズ・ザ・ウェポン』から先行シングルとしてリリースされた「QueLoQue」でフィーチャーされ、2021年1月26日に本人出演のミュージックビデオが公開された[8]。
- 2021年3月18日 - 自身初となるスタジオ・アルバム『Sueños de Dalí』をリリース[9]。本作はアメリカレコード協会（RIAA）からゴールド認定を受け、米ビルボード選定「2021年の年間ベスト・ラテン・アルバム」の1枚に選ばれた[10][11]。
- 2021年3月19日 - アメリカのトーク番組『エレンの部屋』にて楽曲「Traumada」を披露し、米国テレビに初出演を果たす[12]。
- 2021年6月10日 - リッキー・マーティンとのコラボレーションシングル「Qué rico fuera」をリリース[13]。
- 2021年9月28日 - 第22回ラテン・グラミー賞にて、最優秀新人賞にノミネートされた[14]。
- 2023年2月20日 - ビニャ・デル・マール音楽祭に出演[15]。

## ディスコグラフィ

### スタジオ・アルバム
| 年   | タイトル       | アルバム詳細 | チャート 最高位 | チャート 最高位 | 認定           |
| 年   | タイトル       | アルバム詳細 | US Latin        | SPA             | 認定           |
| ---- | -------------- | --- | --------------- | --------------- | -------------- |
| 2021 | Sueños de Dalí | - 発売日: 2021年3月18日 - レーベル: Sony Music Latin - フォーマット: CD、デジタル・ダウンロード - 全米売上: 3万枚 | 32              | 60              | - US: ゴールド |

### シングル
| 通算 | 発売日         | タイトル            | 販売形態               |
| ---- | -------------- | ------------------- | ---------------------- |
| 1    | 2018年9月21日  | Not Steady          | デジタル・ダウンロード |
| 2    | 2018年12月21日 | No te enamores      | デジタル・ダウンロード |
| 3    | 2019年3月24日  | Fingías             | デジタル・ダウンロード |
| 4    | 2019年5月31日  | Don't Talk About Me | デジタル・ダウンロード |
| 5    | 2019年12月10日 | Mami                | デジタル・ダウンロード |
| 6    | 2020年5月2日   | Goteo               | デジタル・ダウンロード |
| 7    | 2020年11月2日  | For Ya              | デジタル・ダウンロード |
| 8    | 2021年10月21日 | Cosas de la vida    | デジタル・ダウンロード |

#### コラボレーション・シングル
- No te debí besar（2019年9月12日）- C. Tangana feat. Paloma Mami & Alizzz 名義
- QueLoQue[20]（2020年10月16日）- Major Lazer feat. Paloma Mami 名義
- Qué rico fuera[21]（2021年6月10日）- Ricky Martin & Paloma Mami 名義
- ULTRA SOLO Remix（2022年6月16日）- Polimá Westcoast, Pailita, Feid, Paloma Mami & De La Ghetto 名義
- Síntomas de soltera（2022年12月8日）- Paloma Mami, Pailita & El Jordan 名義
- NOPALATELE（2023年1月12日）- King Savagge, AK4:20 & Paloma Mami 名義